# Браславский, Даниил Абрамович
Браславский Даниил Абрамович (11 марта 1918, Киев — 10 февраля 1989, Москва) — советский  композитор и дирижёр, профессор (1986), кандидат искусствоведения (1970).

## Биография
В 1946 году окончил Московское Высшее училище капельмейстеров, по классу «Дирижирование» (Д. В. Свечков) и по классу «Инструментовка» (Б. Т. Кожевников).

В 1946-1953 годах — дирижёр военных оркестров.

В 1953-1956 годах — начальник оркестра штаба Закавказского военного округа.

В 1956-1966 годах — дирижёр и художественный руководитель ряда профессиональных эстрадных оркестров и ансамблей.

С 1966 года — преподаватель курса аранжировки для эстрадных оркестров ка Военно-дирижёрском факультете при Московской консерватории, с 1971 года — доцент, с 1986 года — профессор.
Автор книг «Основы инструментовки для эстрадного оркестра» и «Аранжировка для эстрадных ансамблей и оркестров».

Браславским Д. А. написано  множество музыкальных сочинений для эстрадного оркестра и ансамблей.

## Основные сочинения
Музыкальные сочинения  для духового оркестра и отдельных инструментов:

Увертюры:
- «Русская» (1962)
- «Героическая» (1965)
- Праздничная (1967)

Поэмы:
- «Мамаев курган» (1969)
- «У вечного огня» (1975)
- «Сюита» (1981)

Марши:
- «Молодёжный» (изд. 1985)
- «Юная смена» (1985)

Концерт для саксофона-альта с оркестром (1973), фантазии, рапсодии.